# Les Rotours
Pour les articles homonymes, voir Rotours.
Les Rotours est une ancienne commune française, située dans le département de l'Orne en région Normandie, devenue le 1er janvier 2016 une commune déléguée au sein de la commune nouvelle de Putanges-le-Lac.
Elle est peuplée de 113 habitants.

## Géographie
| Rabodanges (comm. nouv. de Putanges-le-Lac)                                                                    | Bazoches-au-Houlme, Champcerie                         | Champcerie                                             |
| Rabodanges (comm. nouv. de Putanges-le-Lac)                                                                    | des Rotours                                            | Putanges-Pont-Écrepin (comm. nouv. de Putanges-le-Lac) |
| Sainte-Croix-sur-Orne (comm. nouv. de Putanges-le-Lac), Saint-Aubert-sur-Orne (comm. nouv. de Putanges-le-Lac) | Sainte-Croix-sur-Orne (comm. nouv. de Putanges-le-Lac) | Putanges-Pont-Écrepin (comm. nouv. de Putanges-le-Lac) |

## Toponymie
De l'oïl rotoir, rotour, en latin rotoria ; « endroit où l'on rouit le chanvre ».
Les rotours étaient des lieux où l’on rouissait les plantes. Le rouissage se pratiquait par macération pour faire se désagréger les matières dont on voulait se débarrasser et qui agglutinaient certaines fibres textiles comme le chanvre ou le lin. Il existe d'ailleurs un lieu-dit « les Chenevières » (champs de chanvre) comme témoin de cette époque, au Xe siècle.
Le gentilé est Routoirien.

## Histoire
Autrefois, la commune des Rotours était composée de deux fiefs :
- « Notre-Dame-des-Rotours », étant un quart de haubert et relevant du roi, s’étendant sur Pontecrespin et les paroisses environnantes et consistant en manoir seigneurial, domaine fieffé et non-fieffé, moulin à blé, communes, droit de colombier, garenne et tous droits seigneuriaux à fiefs nobles appartenant. Le patronage de l’église fut aumôné au XIIIe siècle aux abbés et religieux de Saint-André de Gouffern. Ce fief appartenait à une famille chevaleresque qui en porta dès lors le nom « des Rotours ».
Un fief relevant de la seigneurie de la Carneille.

La famille des Rotours se divisa en plusieurs branches et essaima aux alentours des Rotours où elle posséda diverses terres et seigneuries : Pointel, Fumeçon (aujourd'hui sur le territoire de Champcerie), Le Sacq (Ménil-Gondouin) et Méguillaume (Chênedouit). Celles-ci furent confisquées en 1418 par le roi Henri V d'Angleterre. La famille des Rotours ne les récupéra qu’en 1450.
Le 3 novembre 1684, la terre et seigneurie des Rotours fut vendue, avec son vieux château, par les héritiers de François des Rotours au marquis de Vassy-la-Forêt. Elle fut revendue en 1700 à M. Foucault puis en 1701 à Nicolas d’Ozenne qui fit construire le château actuel. Le 7 septembre 1747, la seigneurie et le nouveau château des Rotours furent acquis par Noël François Angot, seigneur du Coisel, ancêtre des Angot des Rotours et des Pichot de La Marandais qui revendirent le château à la famille des Rotours en 2017.
Le 1er janvier 2016, Les Rotours intègre avec huit autres communes la commune de Putanges-le-Lac créée sous le régime juridique des communes nouvelles instauré par la loi no 2010-1563 du 16 décembre 2010 de réforme des collectivités territoriales. Les communes de Chênedouit, La Forêt-Auvray, La Fresnaye-au-Sauvage, Ménil-Jean, Putanges-Pont-Écrepin, Rabodanges, Les Rotours, Saint-Aubert-sur-Orne et Sainte-Croix-sur-Orne deviennent des communes déléguées et Putanges-Pont-Écrepin est le chef-lieu de la commune nouvelle.

## Politique et administration
| Période                                  | Période       | Identité               | Étiquette | Qualité                   |
| ---------------------------------------- | ------------- | ---------------------- | --------- | ------------------------- |
|                                          |               |                        |           |                           |
| Les données manquantes sont à compléter. |               |                        |           |                           |
|                                          |               | des Rotours            |           |                           |
|                                          |               | des Rotours            |           |                           |
|                                          |               | des Rotours            |           |                           |
| Les données manquantes sont à compléter. |               |                        |           |                           |
|                                          |               |                        |           |                           |
| mars 1989                                | mars 2001     | Hubert de la Marandais |           |                           |
| mars 2001                                | décembre 2015 | Laurence Chauvin       | SE        | Secrétaire aide comptable |
| Les données manquantes sont à compléter. |               |                        |           |                           |

Le conseil municipal était composé de onze membres dont le maire et deux adjoints. Ces conseillers intègrent au complet le conseil municipal de Putanges-le-Lac le 1er janvier 2016 jusqu'en 2020 et Laurence Chauvin devient maire délégué.

## Démographie
En 2022, la commune comptait 113 habitants. Depuis 2004, les enquêtes de recensement dans les communes de moins de 10 000 habitants ont lieu tous les cinq ans (en 2007, 2012, 2017, etc. pour Les Rotours) et les chiffres de population municipale légale des autres années sont des estimations.
Les Rotours a compté jusqu'à 330 habitants en 1846.
| 1793 | 1800 | 1806 | 1821 | 1836 | 1841 | 1846 | 1851 | 1856 |
| ---- | ---- | ---- | ---- | ---- | ---- | ---- | ---- | ---- |
| 261  | 246  | 247  | 271  | 269  | 329  | 330  | 312  | 304  |

| 1861 | 1866 | 1872 | 1876 | 1881 | 1886 | 1891 | 1896 | 1901 |
| ---- | ---- | ---- | ---- | ---- | ---- | ---- | ---- | ---- |
| 262  | 244  | 214  | 199  | 182  | 177  | 163  | 155  | 159  |

| 1906 | 1911 | 1921 | 1926 | 1931 | 1936 | 1946 | 1954 | 1962 |
| ---- | ---- | ---- | ---- | ---- | ---- | ---- | ---- | ---- |
| 158  | 135  | 138  | 144  | 124  | 132  | 138  | 144  | 155  |

| 1968 | 1975 | 1982 | 1990 | 1999 | 2007 | 2011 | 2016 | 2020 |
| ---- | ---- | ---- | ---- | ---- | ---- | ---- | ---- | ---- |
| 120  | 91   | 92   | 88   | 92   | 90   | 106  | 120  | 115  |

## Lieux et monuments
- Le château des Rotours.
- Le manoir des Rotoureaux.
- L'église Notre-Dame-de-l'Assomption. Une Vierge à l'Enfant du XIVe et un piédestal avec statuettes (saintes femmes, saint Pierre, saint Paul) du XVIIe siècle sont classés à titre d'objets aux Monuments historiques[8],[9].
- L'ancien presbytère : la Rotourelle.
- Le lac de Rabodanges.
- La mairie et l'ancienne école.

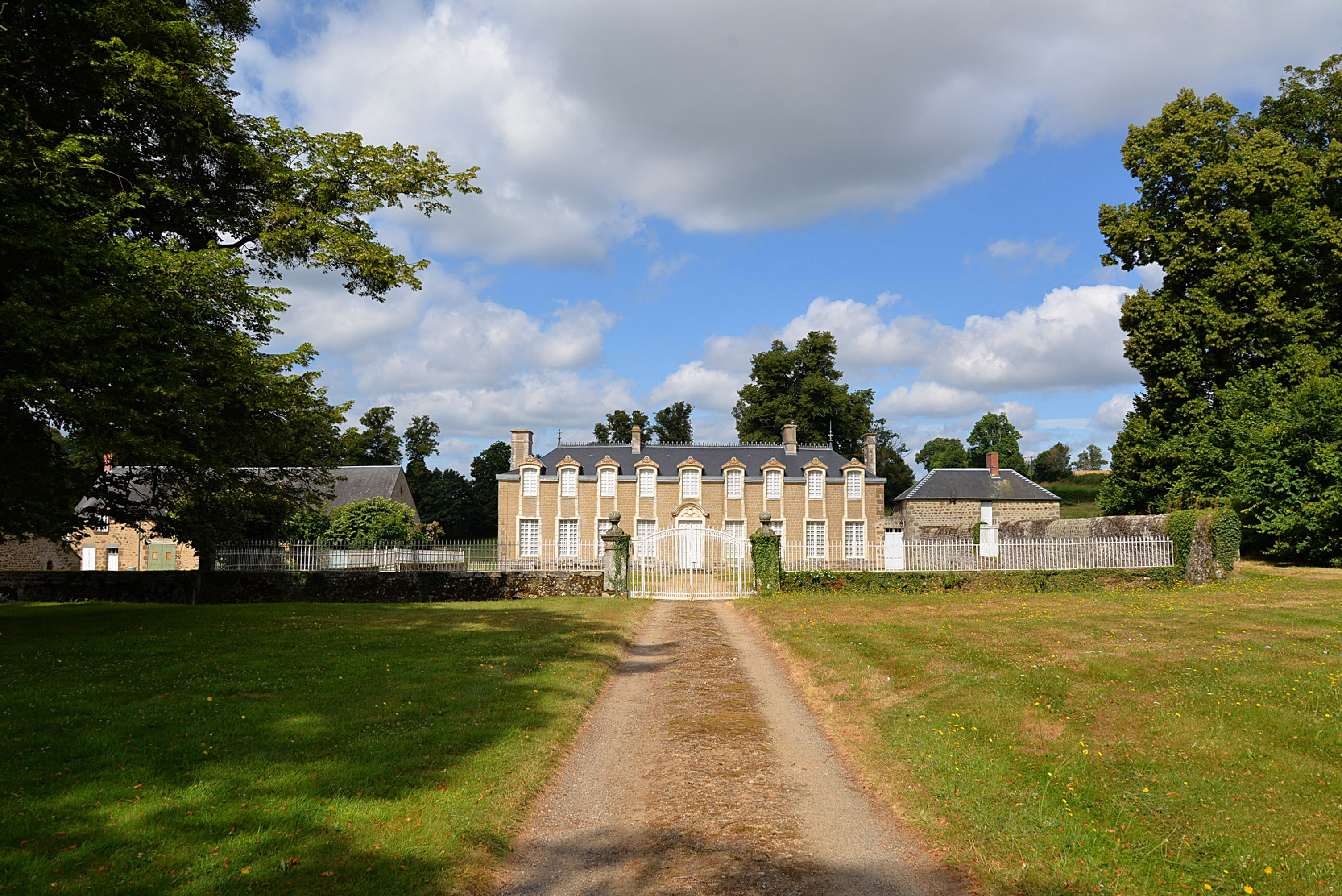
Le château.
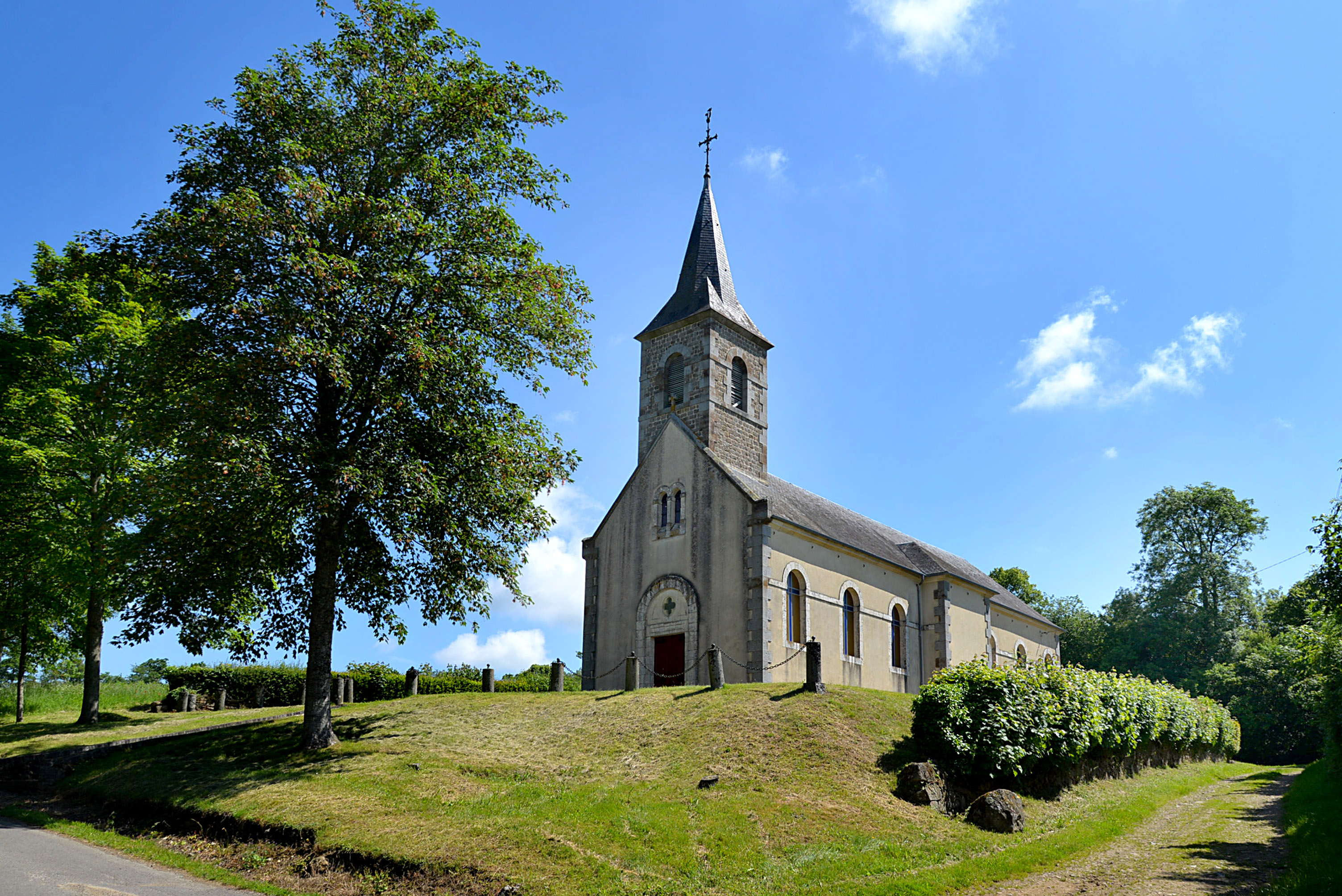
L'église Notre-Dame-de-l'Assomption.
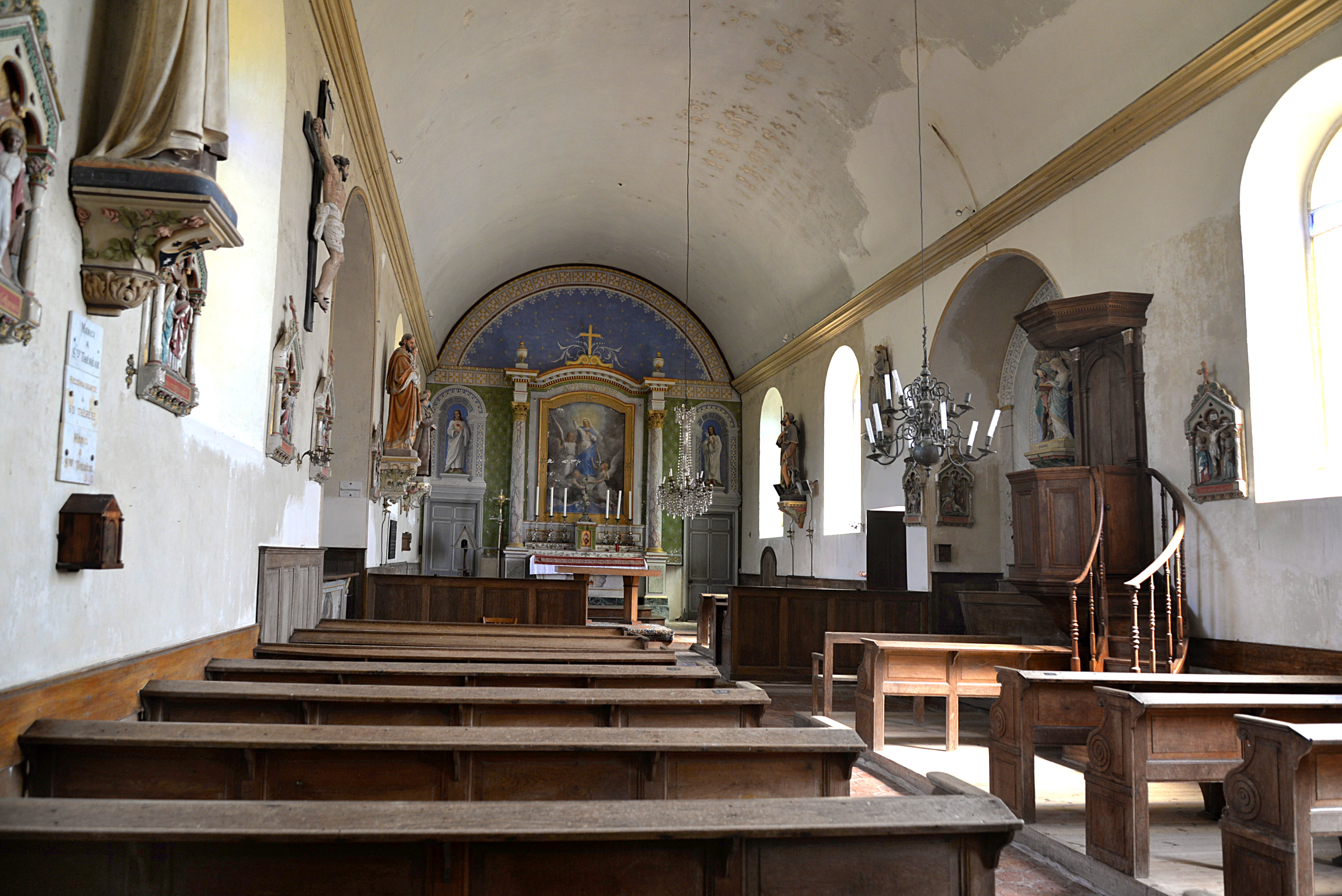
La nef de l’église Notre-Dame-de-l’Assomption.
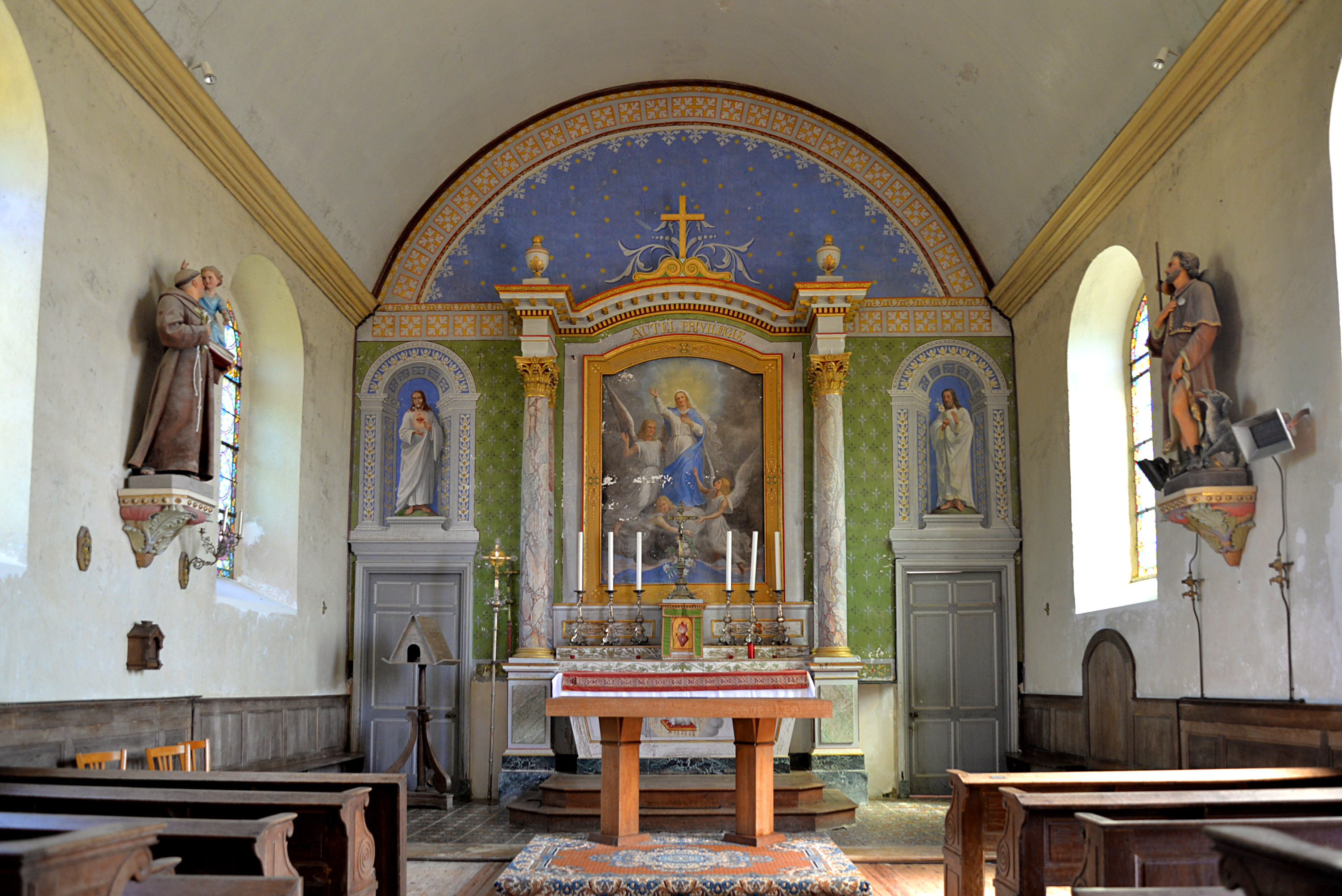
Le chœur de l’église Notre-Dame-de-l’Assomption.
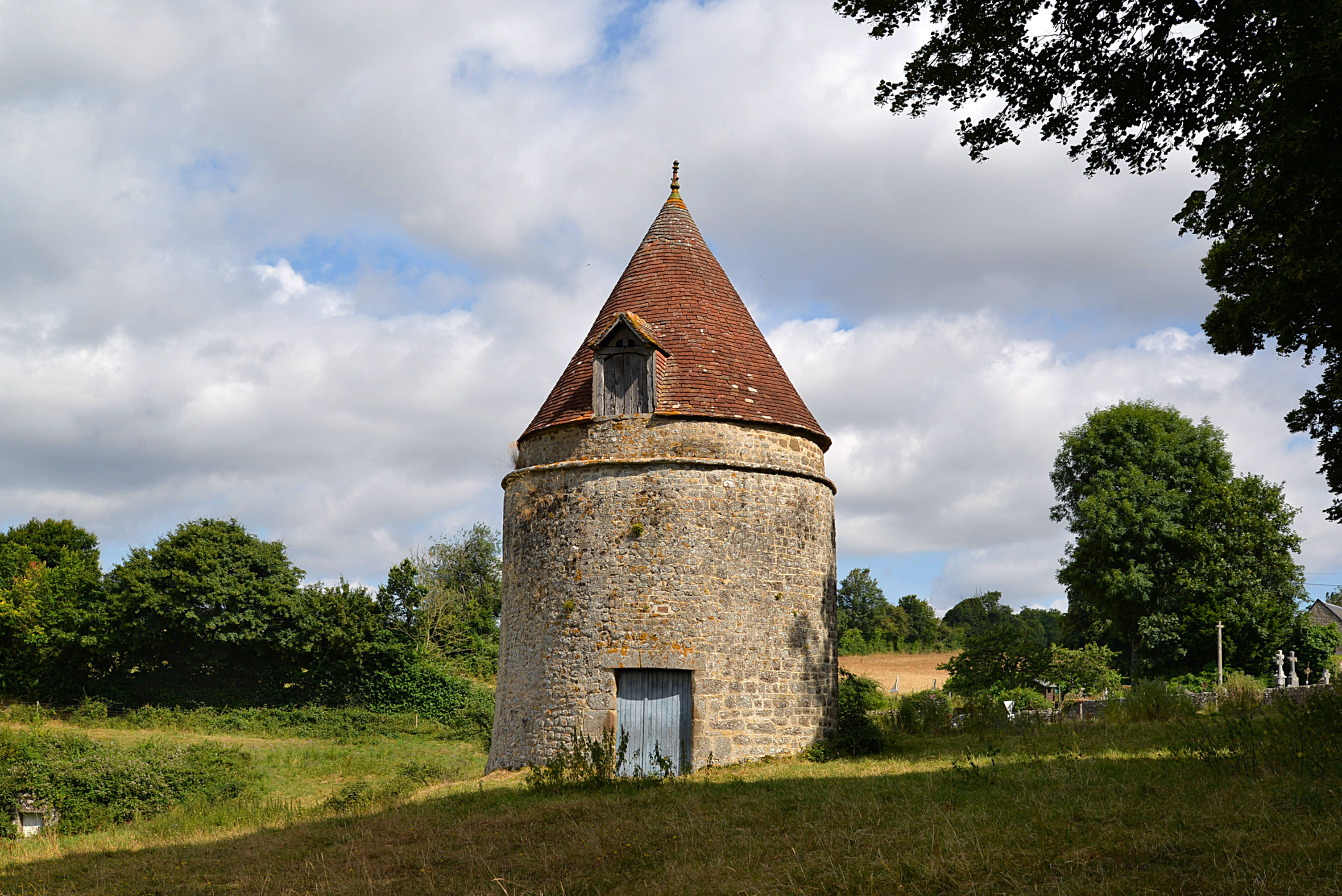
Le pigeonnier du château.

## Activité et manifestations

### Sports
- Le Motonautique-club de Basse-Normandie[10].

## Personnalités liées à la commune

### Famille des Rotours
- Guillaume des Rotours, né vers 1160, chevalier normand, aurait pris part à la troisième Croisade en 1191 où il aurait été témoin d’une charte passée à Jaffa par Guillaume de Ducto au bénéfice de Nicolas de Vivers.
- Jean des Rotours, né vers 1340, seigneur des Rotours et de Pointel, donna, par acte passé en 1364, le local du presbytère des Rotours (aujourd'hui la Rotourelle) . En novembre 1377, il reçut aveu de Jean Couillard pour deux acres et demi de prés. Il épousa Alix de Monceaux, dame du Bourg-Saint-Léonard, fille de Robert de Monceaux, écuyer, seigneur de Lonlay-le-Tesson. Par acte du 20 février 1378, Jean et son épouse donnèrent en bail à fief à Colin du Barquet, écuyer, et à sa femme, Guillemette, divers héritages situés au Bourg-Saint-Léonard et dans la forêt de Gouffern.
- François des Rotours, seigneur des Moulins et des Rotours, sieur de Sainte-Honorine, baptisé aux Rotours le 2 décembre 1607, y décéda le 3 septembre 1684. Il servit le roi en qualité de volontaire dans la cavalerie pendant les campagnes de 1630, 1635 et 1636 sous les ordres de messieurs de Vendôme, de Thianges et de La Lande-Héron. Il clama, en 1646, à droit féodal, la terre du Chêné vendue à Julien d’Oilliamson par René des Rotours. Il clama, de même, le 17 septembre 1658, des héritages situés dans la paroisse des Rotours et qui avaient été vendus par André des Rotours, seigneur de Sainte-Croix. Il rendit aveu, le 29 août 1664, à la châtellenie de La Carneille d’un fief qu’il avait acquis en 1646. Il fut maintenu noble à l'intendance d'Alençon par M. de Marle le 1er juillet 1667. Il fit aveu au roi pour le fief de Notre-Dame des Rotours, le 17 août 1667. Après sa mort, la seigneurie des Rotours fut vendue, le 3 novembre 1684, au marquis de Vassy-la-Forêt.
- Guillaume des Rotours (1888-1970), homme politique.
- Robert des Rotours (1891-1980), sinologue.

### Famille Angot des Rotours
- François Mathieu Angot des Rotours (1768-1858), ancien officier, administrateur de la manufacture des Gobelins, baron (1820), député ;
- Jean Julien Angot des Rotours (1773-1844), baron (1816), contre-amiral, gouverneur de la Guadeloupe, grand officier de la Légion d'honneur ;
- Jules Angot des Rotours (1859-1941), historien, maire des Rotours.

### Autres personnalités
- Famille Pichot de La Marandais.